# Gertrude Guillaume-Schack
Gertrude Guillaume-Schack, född 1845, död 1903, var en tysk feminist. Hon är känd för sitt arbete mot reglementerad prostitution i Tyskland under 1880-talet, där hon mötte stort motstånd på grund av åsikten att en kvinna inte borde tala om denna fråga offentligt. Hon var också engagerad i den tyska arbetarrörelsen, organiserade socialistiska klubbar för kvinnor, och var associerad med Tysklands socialdemokratiska parti. Hon utvisades från Tyskland av politiska skäl och bosatte sig 1886 i England, där hon också engagerade sig i den socialistiska rörelsen. Under slutet av sitt liv var hon känd som teosof. 